# Regőce
Regőce (szerbül Риђица / Riđica, németül Legin) falu Szerbiában, a Vajdaságban, a Nyugat-bácskai körzetben, Zombor községben.

## Fekvése
A település a Kígyós-ér partján, Zombortól 27 km-re északra, a magyar államhatártól mindössze 2 km-re, 95-102 méter közötti tengerszint feletti magasságban fekszik. Földrajzilag a község beékelődik Magyarország területébe, így északkeletről a magyarországi Katymár, míg északnyugatról Gara (7 km) határolja. Délről három szerbiai település veszi körül: Haraszti (Rastina), Bácskörtés (Kruševlje) és Őrszállás (Stanišić) (7 km). A település határában folyik a Kígyós-főcsatorna.
Külterülete a következő pusztákból áll :
- Szalasity (Salašić): mezőgazdaságilag megművelt terület a falutól északra. Valószínűleg régebben egy település állhatott itt. E pusztának magyarul más névváltozatai is léteznek : Szallaszty (1797), Szallasity, Szállásity, Szalasics, Salásics (1905).
- Karmity (Karmić)
- Rávna (Ravna): mezőgazdaságilag megművelt terület a községtől D-re
- Piako vagy Peákova (Veliko i Malo Pejakovo)
- Kríva (Kriva)

Környékén három tó található :
- Kolovrát-tó (Veliki Kolovrat)
- Ribolov
- Medura-tó (Medurina, Medurovo) : 8 hektár kiterjedésű sóstó, átlagos mélysége 1 méter, ellenben soha nem szárad ki. Iszapja a reumás betegek számára gyógyító hatású.

A közhiedelem azt tartja, hogy a Medura-tó közepén a török időkben egy kút volt, melybe szökött török katonák, elrabolt ékszereket, kincseket rejtettek.
Az igazsághoz közelebb állhat az a feltevés, miszerint a Török hódoltságot megelőzően a tó közelében feküdhetett a hajdani Rég község. Ezt az is bizonyítja, hogy a Regőcéről Ó-Legyenbe és Katymárra vezető úttól jobbra, a Klisza (Klisa) nevű domb mellett, az 1800-as évek elején épületromokat és 12. századbeli pénzérméket találtak az itt dolgozó helyi jobbágyok. Végül nem messze innen, a Medura-tó partján ugyancsak a 19. század elején, régi lakóházakat és egy templom maradványait fedezték fel.

## Története

### A község nevének eredete
A falu ősi neve Rég, de a történelem során több néven volt ismert:
- magyarul: Bothalja-Szent-Péter (Bothaliascenthpetur (1323), Botaljaszentpéter), Rég (Reeg, Reeh, Reg, Régh, Régy, Régyszentmárton (1346)), Rigyica (1543) (Ridjic(z)a, Rig(y)ic(z)a, Rigyidcza), Legyen (1699) (Légyen, Ó-Legyen (1720), Új-Legyen, Ó-Legyen-puszta), Regőce (Regőcze (1904)
- németül: Riedau, Deutsch-Baja, Rigitza (1822), Ridjitza, Legin
- szerbül: Ridjica, Riđica

A 20. század eleji magyar helységnévrendezés során – 1904-ben – kapja az addig Rigyiczaként ismert település a Regőce nevet, mely 1922-ig a település hivatalos elnevezése marad.

### Hivatalos pecsétek
- 1776-1781 között: Földműves eszközök egymás mellett. Felirat: Sig. Poss. Cam. Rigicza
- 1787-1790 között: Egy szántóvas, melynek hegyéből és oldalából egy-egy búzakalász áll ki. Felirat : Poss. R. C. Rigica
- 19. században: Földműves eszközök egymás mellett. Felirat: Rigyitza helység hiv. pecsétje. 1800.

### Kezdetek
A település környéke már a Kelták idején lakott hely volt, amit a falutól nem messze talált kelta erőd maradványai is jeleznek.
Az első írásos emlék a faluról 1346-ból maradt fenn mikor is a Rég nevű birtokot a hájszentlőrinci káptalan más bodrog vármegyei birtokkal együtt Tőttösnek adta bérbe, aki ennek fejében elvállalta a falu betelepítését. 1399-ben Rég a Czobor család birtoka lett.
1519-ben barki Bornemissza Mihály megvásárolja Rég, Bakács és Szentmiklós részbirtokokat, melyek azelőtt Chókach Benedek özvegyének, Margit tulajdonát képezték. 1535-ben, Kerecsényi László feleségül vette Orlovics Katalint mellyel megszerezte Orlovics Katalin édesanyjának özvegy Orlovics Márta minden birtokát, többek között Rég községet.

### Török hódoltság
A Mohácsi vészt követően, a török defterek Rigyica néven említik a falut 1590-ben 21 adózó házzal. Azonban a falu a török idők alatt valószínűleg teljesen elnéptelenedett és csak a 17. században települnek ide, törökök elől menekülő rácok.
1640-ben a település és környéke (Szalasics, Aranyos és Ricsa) Szombathelyi János (Johannes Szombathelyi) birtokává válik. 1663-ban a szerb nemzetiségű Nikola Dvoriković kapja meg Rigyicát és környékét a bécsi udvartól.
A török kiűzése után, a település ugyancsak Rigyica néven, de már királyi kamarai faluként szerepel az 1699-es első Bács vármegyei összeírásban. Ekkor 39 gazdát tartottak itt számon.

### Regőce betelepítése

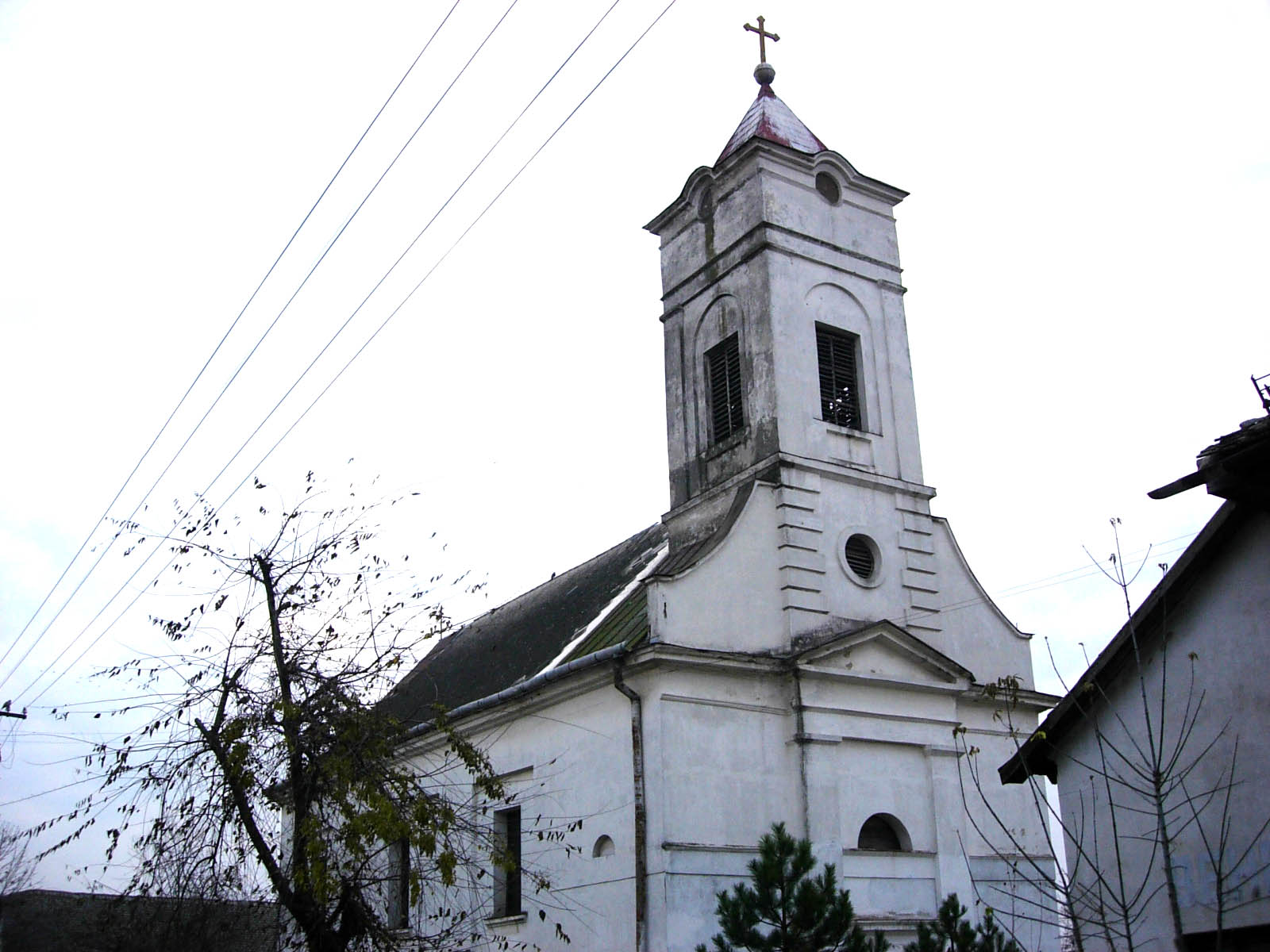
Regőcei ortodox templom (1844.)

Az 1715-ös összeírás szerint 15 adózó volt a faluban, személy szerint:
Sztipán Todorovity (Todorović), Mihájló Legjenácz (Leđenac), Vukmán Novkóvity (Novković), Zivka Kátyánin, Sztánkó Trepávi, Osztoja Gváriács, Putnik Kátyánin, Ládisáv Rádivojev, Pána Mihajlóv, Zahária Sarcsanin, Rádisáv Felityánin, Vukájló Ivkovics (Ivković), Nirika Peakovtyánin, Iván Peákovcsánin, Milován Csereleminácz.
1720 körül a szomszédos Legyen falu lakói Regőce község mai helyére telepednek át, ezért korabeli forrásokban a település Új-Legyen néven is fel-feltűnik egészen az 1740-es évekig. Az elhagyott pusztát a mai napig Ó-legyen pusztának hívják.
Majd korabeli okiratok arról tanúskodnak, hogy 1721-ben, a Kincstári Kamara Billárd Mihálynak (Franz Michael Pillard császári főhadbiztos) 140 forint ellentételezés fejében a rigyiczai birtokot hat évre bérbe adja.
A település még 1786-ban is többségében délszlávok által lakott helyiség volt, mivel Korabinszky a következőket írja a faluról Ungarn, in welchem die vorzueglichsten Oerter des Landes in alphabetischer Ordnung angegeben … című könyvében:
Rigyidcza, ein Illyrisches Dorf im Bátscher Komitat an der Landstrasse 2 M von Sombor.
Vályi András, Magyar Országnak leírása című munkájában is még egy szerb településről ír 1799-ben:
Rigyicza, rátz falu Báts Várm., földes Ura a’ Kir. Kamara, lakosai ó hitüek, fekszik Sztanisityhoz 3850, Katymárhoz pedig 5050 b. ölnyire; dombos, és alatson határja 3 nyomásbéli, leginkább tiszta búzát, és zabot terem, erdeje nints, szőleje középszerű bort terem; vagyon székes vize a’ határban, piatza Baján, és Zomboron.

### Kovách-család uradalma

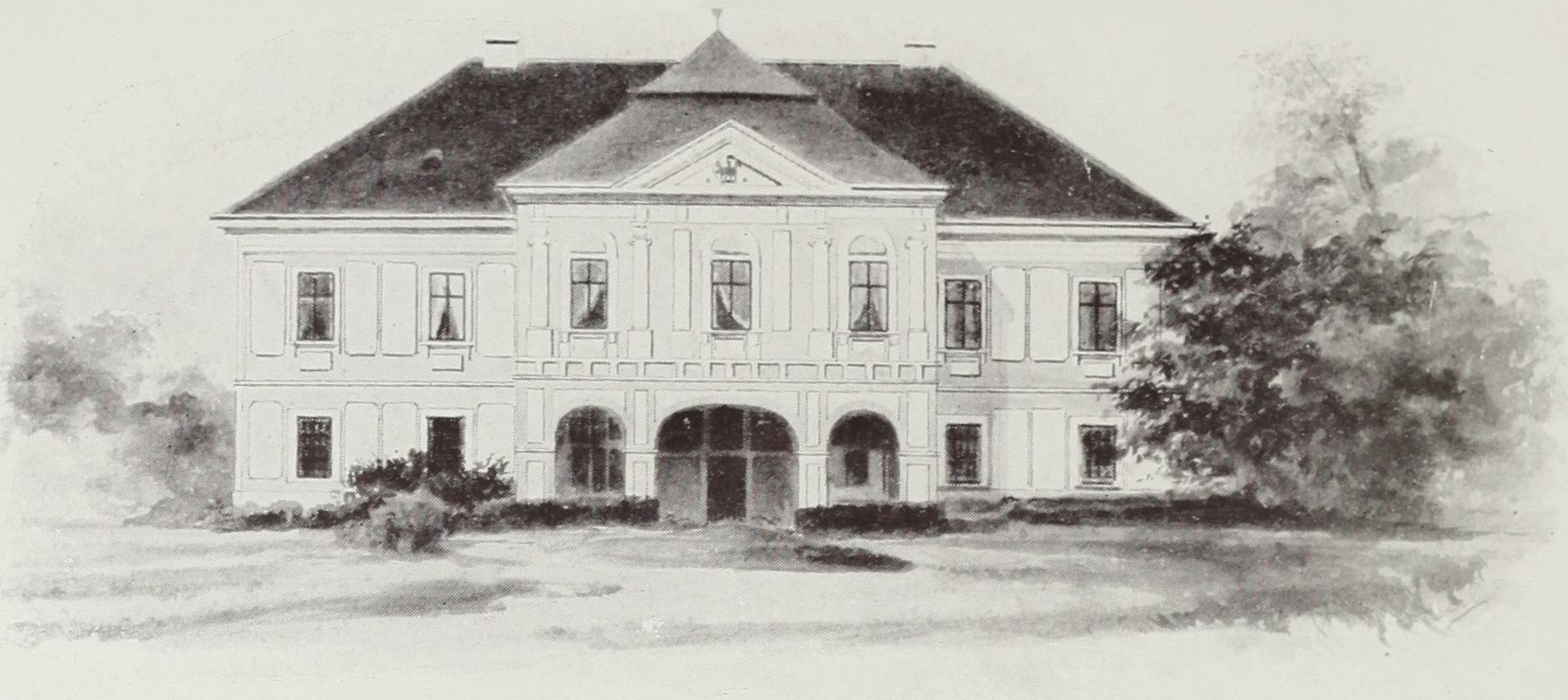
A regőcei Kovách-kastély (1806)

Horthi és rigyiczai Kovách Imre, a Grassalkovich hercegi család gödöllői uradalmának egykori igazgatója, I. Ferenc királytól, adományként, 1801. július 10-én kapja meg a 3000 holdas rigyiczai birtokot, 61 994 forint és 10 korona ellentételezés fejében. Ekkor Rigyiczán 165 jobbágytelek volt, melynek lakói szinte kizárólag "óhitű" szerbek voltak.
A Kovách-család őse, Kovách Pál, 1613. március 26-án Pozsonyban kapott nemesi címet II. Mátyás királytól, mivel a török elleni végvári harcokban, mint Fülek várának lovaskapitánya jeleskedett (ezt jelzi a család címerében található három levágott török fej).
A 19. század elején ők telepítenek be a faluba – a Pest vármegyei Miskéről és Tatárszentgyörgyről – magyarokat, később pedig Soroksárról, melyet akkor a Grassalkovich uradalom részeként túlnépesedés jellemzett, német anyanyelvű svábokat. A család a rigyiczai birtok keretében egy 200 holdas szőlőgazdaságot működtetett és itt volt az 1848-49-es szabadságharcot megelőzően, az ország egyik legnagyobb faiskolája is.
A községben egy szivargyár is működhetett, melyet Fényes Elek Magyarország leirása (1847) nevű monográfiai művében meg is említ. Ugyancsak Fényes Elek szerkesztésében, 1850-ben megjelent Magyarország geographiai szótára így ír a faluról :

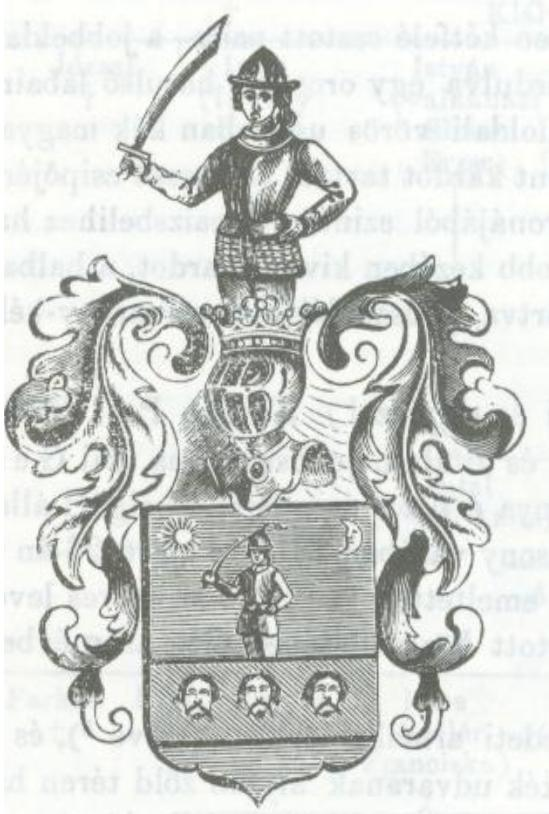
Kovách-család címere

Rigyicza, német-szerb-magyar falu, Bács vmegyében, a Kígyós-ér mellett, Bajához délkeletre 4 órányira: 2242 kath., 983 óhitü, 11 zsidó lak. Kath. és óh. anyatemplomok. Földe minden gabonát bőven terem. Juhot nem csak az uraság, hanem a lakosság is sokat tart. F. u. a Kovács nemzetség. Első osztálybeli határa 1100 négyszögölével tesz 15,428 holdat, mellyből 162 4/8 urbéri, 3 4/8 szabad telek után van 5731 hold szántó, 3634 hold rét és beltelek; 2614 hold legelő, 235 hold szőlő. Uradalmi föld és rét 2930 hold, mocsár 230 hold, utak 54 hold.
Egy érdekes eseményről számol be a Vasárnapi Ujság 1862. július 6-ai száma:
(Korán érett szőlő) Rigiczán Kovács József kertjében, egy alant művelt névtelen, először termő, apró vörös fürtü tőkén mult hó 28-án már érett szőlőt találtak.

### A vasút fejlődése
Regőcét 1895. szeptember 14-én kapcsolják be a Magyar Királyság vasúthálózatába amikor is, üzembe helyezik a Zombor-Regőce közti 28,2 km hosszú vasútvonalat. A községet Kiskunhalassal összekötő helyiérdekű vonal (hossza : 70 km) csak 1903. szeptember 30-ára készül el. A második világháborút követően, a határ közelsége miatt a falu és a magyar államhatár közti 2,5 km-es szakaszt felszedik, majd Zombor és Regőce között 1978-ban leáll az utasforgalom és 1995-ben végül a teherforgalmat is megszüntetik.

### Regőce a 20. században
A század elején, 1901-ben, Pocskay Béla patikus megnyitja "Segítő Mária" elnevezésű gyógyszertárát.
A település német anyanyelvű lakosai 1922. február 2-án megalakítják a Sváb Kultúregyletet (Schwäbisch-Deutscher Kulturbund – SDKB), melynek első vezetője, a helyi molnár, Josef Rickert lesz.
A második világháború alatt a község határában, 1944. április 3-án, egy négy-motoros amerikai bombázó repülőgépet lőttek le, melynek személyzetéből hét fő ejtőernyővel sikeresen földet ért, azonban a helyi lakosok elfogták őket.
A falu zsidó lakosságát 1944. május-júniusában a bácsalmási gettóba gyűjtötték össze, innen Felső-Bácska más zsidó polgárával együtt, 1944. június 25-én és 26-án, őket is Auschwitzba, valamint Strasshof an der Nordbahnba deportálták.
A szovjet csapatok 1944. október 21-én érik el a falut. Nem sokkal később, 1944. december 29-én 104 sváb lakost hurcolnak el a Szovjetunióba. Pár hónappal később, 1945. augusztus 7-én, a település teljes sváb lakosságát összegyűjtik és a szomszédos gádori és bácskörtési internáló táborokba küldik.
A második világháborút követően a szerb hatóságok 7 magyar származású regőcei lakost nyilvánítottak háborús bűnösnek, akik közül 5-öt ki is végeztek. A németajkú lakosság nagy részét végül kitelepítették és helyükbe a horvátországi Benkovácból, Zárából, Šibenikből, Kninből, Drnisből és Sinjből telepítettek be a jugoszláv szervek szerb anyanyelvű lakosokat.
Az ötvenes években szűnik meg a magyar nyelvű alapoktatás a településen – pedig a falu Magyarországhoz való visszacsatolásakor, 1941-ben még 103 magyar gyermek iskoláztatására volt igény – melynek eredményeképpen a magyar kisebbség száma fokozatosan csökken. Napjainkban már csak kizárólag a hétvégeken, anyanyelvápolás címén zajlik a magyar oktatás. Néhány régi könyvön kívül gyakorlatilag a tanítók szavai adnak alapot a tudásszerzésre.
A 2008-as parlamenti, tartományi és helyhatósági választásokon az 1917 szavazásra jogosult regőcei polgárból 1142 (59,57%) ment el szavazni. A legjobb eredményt a Szerb Radikális Párt (jobboldali konzervatív párt) nyerte el, voksok körülbelül felével. A Magyar Koalícióra leadott szavazatok száma 18-19 voks között mozgott, mely a szavazásra jogosult polgárok 1,5%-1,6%-át jelenti.

## Lakossága
A trianoni békeszerződésig Bács-Bodrog vármegye Bajai járásához tartozott.
- 1787-ben 1364 lakosa volt.
- 1790-ben 1316 görögkeleti vallású lakosa volt.
- 1815-ben 2873 lakosából 1948 német (67,8%) volt.
- 1822-ben 2773 lakosából 1848 német (66,6%) volt.
- 1825-ben 2931 lakosából 1981 római katolikus (67,6%), 931 görögkeleti (31,8%) és 19 izraelita (0,6%) vallású volt.
- 1836-ban 3236 lakosából 2242 római katolikus (69,3%), 983 görögkeleti (30,4%) és 11 izraelita (0,3%) vallású volt.
- 1850-ben 3539 lakosa volt.
- 1855-ben 3374 lakosából 2755 római katolikus (81,6%), 565 görögkeleti (16,7%), 49 izraelita (1,5%) és 5 református vallású volt.
- 1857-ben 3422 lakosából 2091 német (61,1%) volt.
- 1877-ben 3395 lakosából 2871 római katolikus (84,6%), 448 görögkeleti (13,2%), 73 izraelita (2,1%) és 3 református vallású volt.
- 1885-ben 3475 lakosából 2898 római katolikus (83,4%), 479 görögkeleti (13,8%) és 98 izraelita (2,8%) vallású volt.
- 1890-ben 3639 német, magyar és szerb lakosa volt.
- 1900-ban 3588 lakosából 384 szerb (10,7%), 877 magyar (24,4%), 2321 német (64,7%), 1 horvát és 5 egyéb nemzetiségű volt. Vallásuk szerint: 3149 római katolikus, 384 görögkeleti, 50 izraelita, 3 evangélikus és 2 református.
- 1910-ben 3591 lakosából 334 szerb (9,3%), 804 magyar (22,4%), 2440 német (67,9%), 1 horvát és 11 egyéb nemzetiségű volt. Vallásuk szerint: 3209 római katolikus (89,4%), 324 görögkeleti (9,0%), 51 izraelita (1,4%) és 5 református.
- 1915-ben 3555 lakosából 3198 római katolikus (90%), 316 görögkeleti (8,8%), 38 izraelita (1%) és 2 evangélikus és 1 görögkatolikus volt.
- 1921-ben 3456 lakosából 2369 német (68%) volt.
- 1931-ben 4238 lakosából 2170 német (51,2%) volt.
- 1941-ben 4081 lakosából 3770 római katolikus (92,3%), 274 görögkeleti (6,7%), 16 görögkatolikus, 9 izraelita, 8 református és 4 evangélikus.
- 1948-ban 4195 lakos.
- 1953-ban 4317 lakos.
- 1961-ben 4291 lakosából 3285 szerb (76,5%), 585 magyar (13,6%), 340 horvát, 23 jugoszláv és 5 egyéb nemzetiségű volt.
- 1971-ben 3663 lakosából 2624 szerb (71,6%), 475 magyar (13%), 152 horvát, 346 jugoszláv és 3 egyéb nemzetiségű volt.
- 1981-ben 3186 lakosából 2079 szerb (65,3%), 369 magyar (11,6%), 84 horvát, 624 jugoszláv és 30 egyéb nemzetiségű volt.
- 1991-ben 2806 lakosából 2128 szerb (75,8%), 275 magyar (9,8%), 66 horvát, 287 jugoszláv és 4 német volt.

## Demográfiai változások
| 1948 | 1953 | 1961 | 1971 | 1981 | 1991 | 2002 | 2012 |
| ---- | ---- | ---- | ---- | ---- | ---- | ---- | ---- |
| 4195 | 4317 | 4291 | 3663 | 3186 | 2806 | 2590 | 2011 |

## Magyarság
- Magyar szervezetek: VMSZ helyi szervezete 2014-től. Elnöke : DROBINA Mónika
- Magyar családok: a következő magyar családnevek máig léteznek Regőcén :

Bajai, Balázs, Béres, Besenyei, Bognár, Csernyák, Csizmár, Darabos, Dávid, Drobina, Hadvina, Illés, Kádár, Kalmár, Kanyó, Koncz, Kovács, Kumi, Kusztor, László, Mészáros, Nagy, Oláh, Pálfy, Pásztor, Pekter, Rabata, Szabó, Vavra (Vavro).
Régebben előforduló magyar családnevek: Árvai, Bolvány, Pécsi, Ridek, Rózsa.
- Magyar oktatás: ĐURAŠKOVIĆ (Gál) Verona magyartanárnő

### Németség
A második világháború után a regőcei svábokat kitelepítették Németország területére, vagy internáló táborokba zárták.
- Német családok: a kitelepítést megelőzően a leggyakoribb német családnevek Regőcén a következőek voltak :

Albrecht, Baranjosch (Baranyos), Becher, Berger, Binder, Bischof (Bischoff), Bohner, Brandecker, Braun, Bräutigam, Bruckner, Bucher, Burgmayer, Christmann (Kristmann), Danninger, Depre (Debre), Deutsch, Dietz (Titz), Eder, Eifried, Einwiller, Elmer, Geber, Gerescher, Faltum (Faltun), Feldes, Fessler (Fesler), Feth, Fieder, Fleckenstein (Fleckstein), Frey (Frei), Geist, Gruber, Haberbusch, Hahn, Hahner, Hofmann, Illich, Jenowei (Jennovai), Jung, Klein, Klett, Kramml (Kraml), Kutsch, Lewang (Levang), Matheiss (Matheis), Matz (Macz), Mayer, Muschkat, Müller, Noll, Otto, Peller, Pentz, Potz, Pfarr, Pfeffer, Preininger, Puhl (Buhl), Rauch (Rauh), Reeb, Rettig (Retig), Richter, Rohats, Roth, Sahler (Saller, Szaler, Szahler), Schäfer (Schäffer), Schwarz, Selig (Szélig), Thuri (Turi), Weinbeer (Veinper), Weiss, Wittendorfer, Wohlfart, Zimmermann, Zorn

## Kivándorolt családok
USA: Faltum, Fleckenstein, Haberbusch, Jenovai, Levang, Matheis, Rabata, Titz, etc.

## Látnivalók

### Kovách-kastély
A regőcei birtokot gróf horthi és rigyiczai Kovách Imre 1801-ben vásárolta, amivel egyidőben jogot nyert arra is, hogy a "rigyiczai" előnevet használja. A kastélyt egy Bischof nevezetű bajai mesterrel építette 1806-ban, a Kígyós-ér mellett, a falu dombján. Az épületet egy angolpark vette körül, melyet Franjo Hiter, cseh kertész tervezett.
A katolikus templom tőszomszédságában álló kastélyépület, egy szabadon álló, elegáns, téglalap alapú, egyemeletes építmény, mely a késő barokk stílusjegyeit őrzi. Az emeletet illetve a földszintet egy vízszintes övpárkány futja körbe, a homlokzatból középen régen kiemelkedett egy háromszög alakú rizalittal rendelkező, önálló tetős bejáró, melyet azonban a 20. században lebontottak.
A korabeli okiratok szerint, a földbirtokos, Kovách Imre, egy fényűző nemesi kúriát szándékozott létre hozni Regőcén, azzal a céllal, hogy otthonában fogadhassa az ország magas rangú politikusait ill. a korabeli művészvilág elismert személyiségeit. A 16 szobás épület több alkalommal töltött be ebből kifolyólag reprezentatív szerepet. Így a 19. századi Magyarország több meghatározó személyisége is járt a kastélyban : Kossuth Lajos, Klobusiczky Péter kalocsai érsek, Károlyi István gróf, Győry László gróf, albisi dr. Barabás Béla (1878), dr. Plósz Sándor (1902), stb.
A kastély utolsó tulajdonosa horthi és rigyiczai Kovách Imre unokája Kovách József volt, illetve halála után annak özvegye Patrubány Bianka (1831-1918). Az özvegyről eltartójára Lollok Alajosra szállt a Kovách vagyon a földekkel és a kastéllyal együtt. A trinanoni békeszerződéssel Regőce nem maradt Magyarország része, így Lollok Alajos a Kovách vagyont 1920 körül elcserélte a magyarországi oldalon élő szerbekkel, akik azután Regőcére költöztek. Az regőcei földeket tehát Lollok Alajos odaadta a magyarországi szerbeknek, és ő cserében megkapta az ő földjüket. Így a kastély tulajdonjogát végleg elveszítette a Kovách-család.
Az épület azután állt a helyi iskola tulajdonában is – a helyiek akkor az épületet öreg iskolának nevezték, itt tartottak például szakköröket, az alsó szinten iskolakonyha működött – majd a Tito-rendszer alatt az épület a helyi mezőgazdasági szövetkezethez került, és egy ideig irodának használták a termeket. Ám a szövetkezet csődbe ment, s a csődeljárás során a kastély újabb tulajdonoshoz került. Az utolsó tulajdonos, akiről a falubeliek tudtak, a zombori Meteor Commerce vállalat volt, akkor ezen vállalat nevére telekkönyvezték, ám a helyzetet bonyolítja, hogy maga a földterület telekkönyvileg a szabadkai kataszteri községhez tartozik.
A kastély parkjából  sportpályát és játszóteret alakítottak ki. A kastély jelenleg meglehetősen rossz állapotban van. Egyre sürgetőbbé vált átfogó renoválása mely lehetővé tenné, hogy a település végre eredeti állapotában kapja vissza e gyönyörű, több mint 200 éves történelmi emlékét.
A Szerb Köztársaság kormánya 2006-ban harmincezer euróval támogatta a regőcei kastély felújítási terveit, mely távlati viszonylatban jelentősen növelheti a község idegenforgalmi vonzerejét.

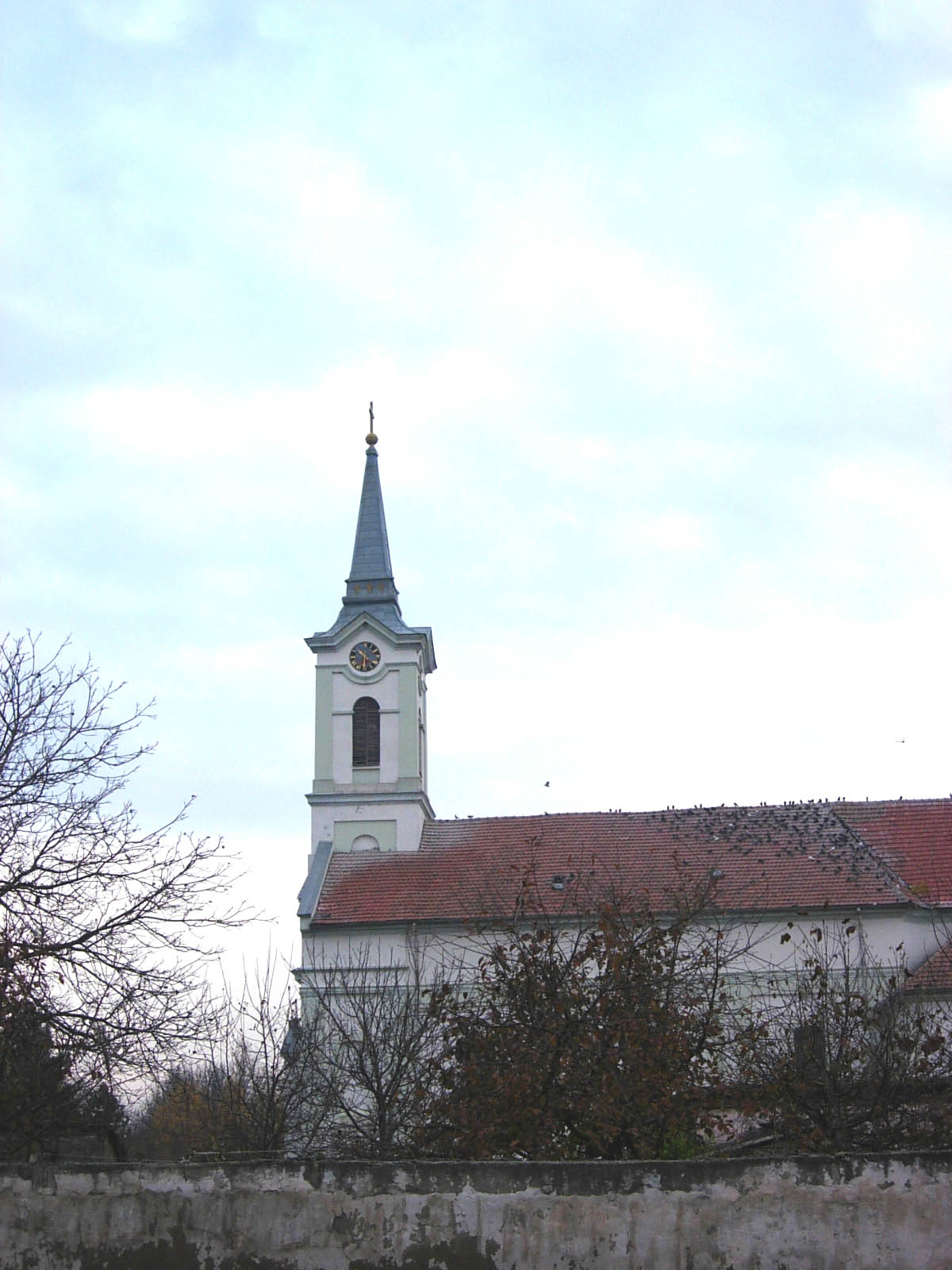
A katolikus templom

### Egyéb épületek
- "Urunk Jézus Mennybemenetele" római katolikus templom (1816–1817)

A plébániát 1804-ban alapították, előtte a szomszédos Gádor leányegyháza volt. A templomot 1817-ben építették, melyet báró Bernátffy József kalocsai kanonok szentelt fel. A templom méretei: hossza 27,5 m, szélessége 11,25 m, a hajó belmagassága 10 m, a torony 35 m magas. Az Angster orgonagyár által készített orgonát 1885-ben helyezték be. Az oltár feletti boltíven „Gloria in Excelsis Deo” (magyarul : „Dicsőség a magasságban Istennek!”) felirat található. A felirat a Glóriára, a római katolikus mise egyik legtöbbször énekelt imájára utal.
1906 és 1923 között a Kalocsai Főszékesegyházi Főesperesség Esperesi kerületeként működött melyet addig Hercegszántó látott el. A templomot 1878-ban, 1927-ben, majd 1959-ben újították fel. Az anyakönyvet 1786-óta vezetik. Az istentisztelet nyelve: horvát, magyar és német. Katolikus hívők száma: kb. 300
A plébániát ellátja: Egedi Antal Nemesmiliticsről.
- Hétfájdalmú Szűzanya kápolnája (1861) és a Katolikus temető

A Hétfájdalmú Szűzanya tiszteletére emelt kápolnák leginkább temetőben állnak, a halottak oltalmára és az élők vigasztalására. Ez így van Regőcén is ahol az 1861-ben épült kápolnát, a falu ÉNY-i csücskében található római katolikus temetőben találjuk meg. Az épületet, melyhez egy kálváriasor vezet nemrégiben újították fel teljesen.
- Szent Miklós szerb ortodox templom (1844-1845)

A templomot 1844-ben építették, Franz Gfeller építész tervei alapján. A szentélyben található ikonosztáz Jovan Isailović munkája, melyet 1845-ben helyeztek el a regőcei templomban. Ugyanebben az évben szentelte fel Kovacsics Vazul zombori esperes a templomot. Kovách Nep. János első helytörténeti monográfiájából megtudhatjuk még egyébiránt, hogy a "helybeli óhitű templomban máig is gondosan föntartatik egy nagy régiségre mutató s a püspök ülőhelyéül szolgáló faszék, úgy Krisztust és Máriát ábrázoló két fakép is, melyek a báthmonostori óhitű kolostor elpusztításakor onnan ide hozattak".
- Zsinagóga (1900) és a Régi Zsidó temető

A regőcei izraelita hitvallású közösség 1900-ban épített szertartásaik lebonyolításához zsinagógát. A XIX. század végén ugyanis számos zsidó élt a faluban, lélekszámuk meghaladta a 70 főt. A második világháború során az itt élő zsidó lakosság a Holokauszt áldozata lesz. 1948-ban a helyi szervek a zsinagóga épületét lebontják. A mára teljesen elhagyatott izraelita temető, a község ÉK-i csücskében, a Kolovrát-tóhoz vezető út mentén található.
- Regőcei Általános Iskola (1626, jelenlegi épülete (1963))

A regőcei általános iskola létét történelmi források már 1626-tól bizonyítják, így a koviljei monostor iskolája után, valószínűleg a mai Vajdaság területének egyik legrégebbi iskolai alapintézménye. Az első világháborúig, Regőcén egy négy osztályos iskola működött, melyben a tanítás német ill. szerb-horvát/magyar vegyes tannyelvű osztályokban folyt. Az ötödik és hatodik ún. kiegészítő osztályokat ellenben már csak német nyelven végezhették a tanulók.
Ebben változást az I. világháború utáni határmódosítás hozott, mikor is a falut a Szerb-Horvát-Szlovén Királysághoz csatolták. A két világháború között így a tanítás – az akkor Dositej Obradovićról elnevezett iskolában – már csak szerb-horvát nyelven volt megengedett az ötödik és hatodik osztályosok számára.
1945/46 után, a tanulók létszáma erősen megnövekedett mikor is a német kitelepítettek helyébe délszláv telepesek érkeztek a faluba. Ekkor több mint 1150 gyermek alapfokú tanítását végezte az iskola.
A jelenlegi általános iskolát 1951-ben alapították. Az akkori épület szűkössége miatt vált elkerülhetetlenné egy új – tíz tantermes – épület megépítése, mely 1963. szeptember 6-án került átadásra. A regőcei családok egyre nagyobb arányú városokba való elvándorlása miatt, az 1966/67-es tanévtől évről évre csökken a tanulók létszáma. Mára már csak kb. 120 tanulója van a ma Petar Kočićról elnevezett iskolának, ahol a magyar nyelvű alapoktatást már nem biztosítják.

### Regőce: a tíz-hidas község
A Kígyós-ér kilenc és fél kilométeren keresztül kanyarog Regőce kül- és belterületén. A település fennállása óta így a helybeliek számos hidat voltak kénytelenek építeni, melyek mára a falu büszkeségeivé váltak.
- Fahíd (Drveni most)
- Vashíd (Gvozdeni most)
- Sárga híd (Žuti most)
- Frangepán utcai híd (Most u Frankopanovoj)
- Regőce utcai híd (Most u Riđickoj)
- Vajdaság utcai gyalogos híd (Pesacki most u Vojvođanskoj)
- Zrinsko-kninska utcai gyalogos híd (Pesacki most u Zrinskoj kninskoj)
- Széles híd (Vajdaság utca) (Siroki most u vojvođanskoj)
- Kereskedelmi híd (Teretni most)
- Szőllőskerti híd (Vinogradski most)
- Betonhíd (Zrinsko-kninska utca) (Betonski most)

## A falu szülöttei és hírességei
- Đorđe Bastić (Regőce, 1839. március 5. - ?) : orvosdoktor.
- Bednár Ágoston (Baja, 1848. március 26. – Borsod, 1883. január 25.) : káplán Rigyiczán 1873-1876 között.
- Bossányi Ervin (Regőce, 1891. március 3. – London (Eastcote), 1975. július 11.) : festő- és iparművész. Egy regőcei zsidó család sarja : édesanyja Boschan Ernestine, édesapja Breslauer Adolf.
- Braun Ignác (Regőce, 1848. – Budapest, 1929.) : helyi kereskedő. A zsidó származású Braun-család két szatócsboltot működtetett Rigyicán a 19. század közepén.
- Brenner Olga (Regőce, 1918. – ) : a falu szülöttje, Csáth Géza magyar író egyetlen gyermeke. Székely Endre zeneszerző felesége.
- Csamprágh István (Stevan Čamprag) (Regőce, 1871. – ?) : szerb ortodox esperes, püspöki titkár.
- Csáth Géza (eredeti nevén Brenner József) (Szabadka, 1887. február 13. – Kelebia és Szabadka közelében, 1919. szeptember 11.) : magyar író, orvos, zenekritikus. Kosztolányi Dezső unokatestvére. 1917 őszén feleségével Jónás Olgával Regőcére költözik, ahol körzeti orvosként praktizál. A helyi kovácsmester háza mellett laknak. 1918 októberében itt születik meg egyetlen gyermeke Olga. 1919. április 15-től június 2-ig morfium-elvonókúrával a bajai kórház elmebetegosztályán kezelik. Rettentő kínokat él át, az öngyilkosság gondolata foglalkoztatja. 1919. június 2-án megszökik a kórházból és hazagyalogol Regőcére. Itt 1919. július 22-én három revolverlövést ad ki feleségére, akinek még noha sikerül a szomszéd kovácsmesterhez átvánszorogni, de belehal sérüléseibe.
- Faltum János (Regőce, 1894. január 22. – Frankfurt, 1969. december 27.) : jezsuita szerzetes.
- Görgey János : földbirtokos Rigyicán. A 19. század végén 596 hold földdel rendelkezett a falu határában.
- Petar Gugleta (Bilišani, 1944. – ) : szerb festőművész, karikaturista, műszaki szerkesztő. Gyerekkorát Regőcén töltötte.
- Hedrich Károly (Diaz) (Regőce, 1899. július 31. – Madrid környékén, 1936. november 4.) : acélipari munkásból lett munkásmozgalmi harcos, részt vett a Spanyol polgárháborúban. Szabadkán a mai napig egy utca van elnevezve róla.
- Kalmár Sándor (Szabadka, 1860. augusztus 26. – Kalocsa, 1941. január 13.) : pápai prelátus, bölcsész és teológiai doktor. 1886-88 között káplán volt Regőcén.
- Kapitány László György Antal (Regőce, 1937. június 8. – ) : grafikus, iparművész. Szülei : Kapitány László és Csirska Katalin
- Katona Imre (Emericus) (Regőce, 1822. október 4. – ?) : a bécsi Pázmáneum hallgatója 1842-1845 között. Szülei : Katona István és Szlama Erzsébet
- Klemits Pál (Regőce, 1810. január 25. – ?) : pap. Helyi polgári családból származik, édesapja Klemits János rigyiczai jegyző. Filozófiai tanulmányait Pesten, a teológiait Temesvárott az egyházmegyei szemináriumban végezte. 1830. szeptember 22-én szentelik pappá.
- Klemm Jusztin (Regőce, 1843. április 13 - ?, 1892.) : legendás hírű m. kir. csendőrfőhadnagy, szárnyparancsnok. Több korabeli írás a "Betyárok Ostorának" vagy "Zsiványírtó Jusztinnak" hívja. Szülei : Klemm Lőrinc és Liszkay Katalin. Édesapja 28 éven át volt népszerű jegyzője Rigyiczának.
- Brankica Končarević (Regőce, 1974. – ) : képzőművész. Diplomáját a belgrádi Képzőművészeti Fakultáson szerezte, majd a berlini Kunsthochschuleban folytatta tanulmányait.
- horthi és rigyiczai Kovách Imre gróf (1758. május 26. – 1829. április 25.) : rigyiczai földbirtokos, a rigyiczai Kovách nemzetség megalapítója, édesapja horthi Kovách András, édesanyja Takács Magdolna. (lásd: szócikk)
- horthi és rigyiczai Kovách József (1796. – Bács, 1863.) : földbirtokos Rigyicán.
- horthi és rigyiczai Kovách József (Horth, 1826. április 6. – Merano, 1889. december 19.) : ügyvéd és földbirtokos Rigyicán. Gróf horthi és rigyiczai Kovách Imre unokája, 1848-49-ben honvéd-huszártiszt.
- horthi és rigyiczai Kovách Nep. János (Pest, 1827. június 13. – Regőce, 1870. augusztus 19.) : földbirtokos Rigyiczán, Gróf horthi és rigyiczai Kovách Imre unokája. 1848-49 között a forradalmi hadseregben szolgált. 1853-ban pápai engedéllyel feleségül vette saját unokatestvérét horthi és rigyiczai Kovách Gizellát (1834-1897). 1861 márciusától októberéig a vármegye másod-aljegyzője volt. A Regőcéről írt első monográfiai mű szerzője.[forrás?]
- Ljubinko Nikola Kožul (Regőce, 1947. május 10. – ) : szerb fotográfus
- Maison Jeromos (Temerin, 1875. szeptember 15 – Titel, 1953) : plébános Regőcén 1912 és 1929 között
- Maximovics Vazul (Vaszilije) (Regőce, 1808. – 1868.) : orvosdoktor, munkája a Dissertatio inaug. medica de scorbuto, 1835.
- Avram Maksimović (Zombor, 1772. szeptember 20. – Zombor, 1845. július 13.) : tiszteletes és hitoktató 1794-1803 között, a mai Regőce helyén álló Legyenben, ahol beható ismereteket szerzett a méhészet terén. Az első szerb méhészeti könyv szerzője.
- Branko Nadoveza (Regőce, 1961. április 1. -) : a politikatudományok doktora. A Belgrádi Egyetem Politikatudományi Fakultásán végzett 1984-ben, doktori címet 1986-ban szerzett.
- Purger Dragica (leánykori nevén : Kabić Dragica) (Regőce, 1961. július 16. – ) : biológus, botanikus.
- Rávnay Tamás (Regőce, 1893. május 7. – Szeged, 1963. július 14.) : bőrgyógyász, egyetemi tanár, az orvostudományok kandidátusa (1952). Eredetileg Preininger volt a vezetékneve, amit 1939-ben, a család Rávna nevű birtokrésze után Rávnayra változtatott.
- Sámuel Ferenc (Baja, 1811. november 26. – Regőce, 1882. április 19.) : 1859-1881 között rigyiczai plébános, majd 1882-ben kiérdemesült rigyiczai plébános.
- Schirel János (Baja, 1790. április 1. – Rigyicza, 1851. január 28.) : 1820 és 1851 között rigyiczai plébános
- Szemes József (Somorja, 1807. március 7. – Bácsújlak (Novoszelló), 1868. szeptember 12.) : 1848-ban regőcei káplán. Az 1848–49-es forradalom és szabadságharcban mint honvéd vesz részt.
- Takács Magdolna (? – Baja, 1800. december 17.) : horthi és rigyiczai Kovách Imre édesanyja, aki ideiglenesen a bajai Szent Rókus templomban lett eltemetve, miután azonban elkészült Rigyiczán a családi sírbolt ott, 1818 januárjában hamvait újra eltemettette.
- Dragan Tarlać (Újvidék, 1973. május 9 – ) : nemzetközi kosárlabda játékos, 2000-2001-ben a Chicago Bulls játékosa, Regőcén töltötte gyermekkorát.
- Weisz Dezső : orvos Rigyiczán a XIX. század végén.

## Külső hivatkozások

### Általános információk
- Regőce története a Soinfo.org oldalán (szerbül)
- Regőce története a Sombor.rs oldalán (szerbül)
- Regőcéről érdekességek a Nadlanu.com oldalán[halott link] (szerbül)
- Regőcei ismertető (szerbül)
- Regőce postai irányítószámai és címkódjai[halott link] (szerbül) (angolul)
- Regőce története (Wikipédiából átvett cikk kiegészítőkkel)[halott link] (magyarul)
- Regőcei általános iskola ismertetője[halott link] (szerbül)
- Regőcei fórum a Facebook-on (szerbül)
- Regőce község fejlesztési koncepciója, 2008-2028[halott link] (szerbül)

### Vallási élet
- Regőcei plébánia leírása Archiválva 2016. március 4-i dátummal a Wayback Machine-ben (magyarul)
- Regőcei szerb ortodox templom leírása[halott link] (szerbül)

### Térképtár
- Regőce műholdas térképe[halott link]
- Regőce részletes térképe (szerbül)
- Regőce térképe 1905-ben[halott link] (magyarul)
- Regőce térképe 1893-ban (magyarul)
- Regőce térképe 1880-ban (magyarul)
- Regőce térképe 1798-ban (magyarul)

### Kovách család
- Regőcei Kovách-kastély története (angolul) (szerbül)
- Regőcei Kovách-kastély rehabilitációja (szerbül)
- Szinnyei József: Magyar írók élete és munkái VI. (Kende–Kozocsa). Budapest: Hornyánszky. 1899.   (Kovách József címszó)

### Statisztikai adatok
- Korabinszky írása Regőcéről 1786-ban Archiválva 2022. augusztus 16-i dátummal a Wayback Machine-ben (németül)
- Regőce népszámlálási adatai 1815 körül (magyarul)
- Regőce népszámlálási adatai 1877-ben Archiválva 2007. augusztus 8-i dátummal a Wayback Machine-ben (magyarul)
- Regőce népszámlálási adatai 1910-ben[halott link] (magyarul)
- Regőcéről a Kárpát-medencei Magyar Kutatási Adatbázisban[halott link] (magyarul)
- Regőcei birtokosok a századfordulón Archiválva 2022. augusztus 16-i dátummal a Wayback Machine-ben (magyarul)
- II. világháború után szerb internáló táborokban elhunyt regőcei (Legin) svábok jegyzéke (németül)

### Médiatár
- A kihalásra ítélt falu (szerbül)
- Árvízi védekezés Regőcén (szerbül)